# Eugene
Eugene är en stad i den amerikanska delstaten Oregon. Staden, som har en yta av 150,0 km² och en befolkning som uppgår till cirka 142 000 invånare (2004), är belägen i den västra delen av staten cirka 100 km från kusten vid Stilla havet. Eugene är administrativ huvudort (county seat) i Lane County. 
Eugene grundades 1862 och fick sitt namn efter grundaren Eugene Franklin Skinner.
University of Oregon med sitt natursköna campus ligger i staden. Oregon Ducks, som skollaget heter, är framgångsrikt inom främst basket och amerikansk fotboll där de tillhör PAC 12 och räknas till den nationella eliten. Autzen Stadium (60 000) är en ökänd arena inom collegefotbollen. Den har bland annat fått omnämnanden som "the most intimidating arena of college football" och "Autzen Stadium – Where great teams go to die".
I Eugene började Nike sin verksamhet, men numera är dess huvudkontor beläget i Beaverton, nordväst om Portland.
Världsmästerskapen i friidrott 2022 hölls här.

### Fotnoter
1. ↑  ”Eugene, Oregon awarded 2021 Worlds without bidding process” (på engelska). BBC. 16 april 2015. http://www.bbc.com/sport/athletics/32333837. Läst 21 augusti 2017.